# علي المري
علي بن صالح المري عالم دين سلفي سعودي، كان عضواَ في الإفتاء في المملكة العربية السعودية، ومشرفاً على فرع الإفتاء بالمنطقة الشرقية منذ شهر يناير سنة 2017. وهو مدير مركز الدعوة والإرشاد بفرع وزارة الشؤون الإسلامية بالمنطقة الشرقية. تخرّج علي المري في كلية الشريعة بجامعة الإمام محمد بن سعود، وله شهادة ماجستير من المعهد العالي للقضاء في نفس الجامعة. بعنوان «الضوابط الفقهية في قضاء الديون جمعًا ودراسة». وفي 7 صفر سنة 1442، أُعلنَ عن حصوله على الدكتوراة لأطروحته المعنونة «الفروق الفقهية التي نفاها ابن حزم في كتابه المُحلى من أبواب فقه الزكاة والصوم والحج.. جمعًا ودراسة».
وحصل على شهادة الدكتوراة من نفس الجامعة